# Alsfeld-Angenrod
Angenrod ist ein Stadtteil von Alsfeld im mittelhessischen Vogelsbergkreis. Der Ort liegt direkt südlich und oberhalb der Antrifttalsperre an der Antrift. In Angenrod trifft die Landesstraße 3070 etwa fünf Kilometer westlich der Kernstadt auf die Bundesstraße 62.

## Ortsgeschichte

### Mittelalter
Die älteste schriftliche Erwähnung von Angenrod erfolgte in einer Urkunde der Deutschordensballei Hessen aus dem Jahre 1272: „sita in Ingerode“ (gelegen in Ingerode). Wahrscheinlich 1369 heißt es: „vnd was wir Gude und Gulde han in deme selbin Gerichte, by Namen tzu Ingerode“ (und was wir an Gütern und Gülte haben in dem gleichen Gericht, mit dem Namen Ingerode). Der Ortsname Ingerode leitet wird von dem Rufnamen Ingo ab. 1519 wird ein „Cuonrad Noduong zu Engerode“ genannt.
Im Flusstal stand die Wasserburg Angenrod. Sie wird noch 1645 genannt. Das alte Herrenhaus wurde, nach mehreren Besitzerwechseln, von der Stadt Alsfeld gekauft und zu Wohnungen umgebaut.

### Neuzeit
Mit der beginnenden Neuzeit geschieht eine Bedeutungsveränderung des Ortsnamens. 1522 wird in einer Urkunde des Klosters Immichenhain „Angerode“ aufgeführt. 1560 heißt es: „die vonn Angerode.“ Daneben wird 1561 noch der alte Ortsnamen „Ingerode“ gebraucht. Der Wandel zum Ortsnamen Angenrod lässt sich sprachgeschichtlich erklären, zugleich ist nun das Stammwort Anger, was Grasland bedeutet.
Die heutige Kirche wurde an der Stelle des Vorgängerbaus im Jahr 1702 erbaut.
Die jüdische Gemeinde erbaute 1797 eine Synagoge. Reste der Ruine wurden 1961 abgerissen. Der jüdische Friedhof wurde Mitte des 18. Jahrhunderts errichtet.
Im Jahre 1880 wurde eine Schule errichtet, die später zum Dorfgemeinschaftshaus umgebaut wurde.
Die Statistisch-topographisch-historische Beschreibung des Großherzogthums Hessen berichtet 1830 über Arnshain:

„Angerod (L. Bez. Kirtorf) evangel. Filialdorf; liegt an der Andreft an der Churhessischen Grenze 1 1⁄2 St. von Kirtorf, hat 81 Häuser und 509 Einw., die bis auf 141 Juden evangelisch sind. Das Dorf besitzt mit Billertshausen eine gemeinschaftliche Kirche und Schule auf dem Gethürms, das zwischen diesen beiden Orten liegt. Zu Angerod befindet sich ein Hof, der den Herrn von Bibra zu Romrod gehört, ferner 2 Mühlen und 1 Synagoge. – Nach einer Chronik soll das Dorf vom Landgrafen Ludwig I. an Heinrich Werdau, genannt Nöding, zur Belohnung dafür, daß derselbe den Kauf wegen der Hälfte von Schmalkalden zu Stande gebracht hat, als ein Lehen vergeben worden seyn. Der Zeitpunkt dieser Belehnung ist jedoch unrichtig bestimmt. Dieses Lehen ist erst vor mehreren Jahren nebst der Gerichtsbarkeit wieder an den Staat zurückgefallen. Die Güter und Gülten, die Metze von Lißberg, eine Romrodische Erbtochter, hier besaß kamen 1369 durch Kauf, und zwar wiederkäuflich, an Adelheid von Schrecksbach.“

Zum 31. Dezember 1971 wurde die bis dahin selbständige Gemeinde Angenrod im Zuge der Gebietsreform in Hessen auf freiwilliger Basis als Stadtteil nach Alsfeld eingegliedert. Für Angenrod, wie für die übrigen Stadtteile von Alsfeld, wurde ein Ortsbezirk eingerichtet.

### Verwaltungsgeschichte im Überblick
Die folgende Liste zeigt die Staaten und Verwaltungseinheiten, denen Angenrod angehört(e):
- vor 1567: Heiliges Römisches Reich, Landgrafschaft Hessen, Gericht Angenrod
- ab 1567: Heiliges Römisches Reich, Landgrafschaft Hessen-Marburg, Amt Alsfeld[15]
- 1604–1648: Heiliges Römisches Reich, strittig zwischen Landgrafschaft Hessen-Darmstadt und Landgrafschaft Hessen-Kassel (Hessenkrieg)
- ab 1604: Heiliges Römisches Reich, Landgrafschaft Hessen-Darmstadt, Oberfürstentum Hessen, Oberamt Alsfeld, Amt Alsfeld
- 1787: Heiliges Römisches Reich, Landgrafschaft Hessen-Darmstadt, Oberfürstentum Hessen, Gericht Angenrod (der von Werda, genannt von Noding)[16]
- ab 1806: Großherzogtum Hessen,[Anm. 2] Fürstentum Oberhessen, Oberamt Alsfeld, Amt Kirtorf, Gericht Angenrod[17][18]
- ab 1815: Großherzogtum Hessen, Provinz Oberhessen, Amt Romrod, Gericht Angenrod[19]
- ab 1821: Großherzogtum Hessen, Provinz Oberhessen, Landratsbezirk Kirtorf[20][Anm. 3]
- ab 1832: Großherzogtum Hessen, Provinz Oberhessen, Kreis Alsfeld
- ab 1848: Großherzogtum Hessen, Regierungsbezirk Alsfeld
- ab 1852: Großherzogtum Hessen, Provinz Oberhessen, Kreis Alsfeld
- ab 1867: Norddeutscher Bund, Großherzogtum Hessen, Provinz Oberhessen, Kreis Alsfeld
- ab 1871: Deutsches Reich, Großherzogtum Hessen, Provinz Oberhessen, Kreis Alsfeld
- ab 1918: Deutsches Reich, Volksstaat Hessen, Provinz Oberhessen, Kreis Alsfeld
- ab 1938: Deutsches Reich, Volksstaat Hessen, Landkreis Alsfeld[21][Anm. 4]
- ab 1945: Deutsches Reich, Amerikanische Besatzungszone,[Anm. 5] Groß-Hessen, Regierungsbezirk Darmstadt, Landkreis Alsfeld
- ab 1946: Deutsches Reich, Amerikanische Besatzungszone, Land Hessen, Regierungsbezirk Kassel, Landkreis Ziegenhain
- ab 1949: Bundesrepublik Deutschland, Land Hessen, Regierungsbezirk Kassel, Landkreis Ziegenhain
- ab 1972: Bundesrepublik Deutschland, Land Hessen, Regierungsbezirk Kassel, Vogelsbergkreis, Stadt Alsfeld
- ab 1981: Bundesrepublik Deutschland, Land Hessen, Regierungsbezirk Gießen, Vogelsbergkreis, Stadt Alsfeld

### Gerichte seit 1803
In der Landgrafschaft Hessen-Darmstadt wurde mit Ausführungsverordnung vom 9. Dezember 1803 das Gerichtswesen neu organisiert. Für die Provinz Oberhessen wurde das „Hofgericht Gießen“ als Gericht der zweiten Instanz eingerichtet. Die Rechtsprechung der ersten Instanz wurde durch die Ämter bzw. Standesherren vorgenommen und somit für Angenrod durch das Gericht Angenrod. Nach der Gründung des Großherzogtums Hessen 1806 wurden die Aufgaben der ersten Instanz 1821 im Rahmen der Trennung von Rechtsprechung und Verwaltung auf die neu geschaffenen Landgerichte übertragen. „Landgericht Homberg an der Ohm“ war daher von 1821 bis 1839 die Bezeichnung für das erstinstanzliche Gericht in Homberg, das heutige Amtsgericht, das für Angenrod zuständig war. Im Jahre 1839 wurden die Orte Angenrod und Billertshausen an das Landgericht Alsfeld abgetreten.
Anlässlich der Einführung des Gerichtsverfassungsgesetzes mit Wirkung vom 1. Oktober 1879, infolge derer die bisherigen großherzoglich hessischen Landgerichte durch Amtsgerichte an gleicher Stelle ersetzt wurden, während die neu geschaffenen Landgerichte nun als Obergerichte fungierten, kam es zur Umbenennung in „Amtsgericht Alsfeld“ und Zuteilung zum Bezirk des Landgerichts Gießen.

## Bevölkerung

### Einwohnerstruktur 2011
Nach den Erhebungen des Zensus 2011 lebten am Stichtag dem 9. Mai 2011 in Angenrod 525 Einwohner. Darunter waren 9 (1,7 %) Ausländer.
Nach dem Lebensalter waren 81 Einwohner unter 18 Jahren, 221 zwischen 18 und 49, 123 zwischen 50 und 64 und 117 Einwohner waren älter. Die Einwohner lebten in 228 Haushalten. Davon waren 60 Singlehaushalte, 66 Paare ohne Kinder und 72 Paare mit Kindern, sowie 24 Alleinerziehende und 3 Wohngemeinschaften. In 60 Haushalten lebten ausschließlich Senioren und in 138 Haushaltungen lebten keine Senioren.

### Einwohnerentwicklung
| • 1800: | 347 Einwohner            |
| • 1829: | 509 Einwohner, 81 Häuser |
| • 1867: | 562 Einwohner, 91 Häuser |

| Angenrod: Einwohnerzahlen von 1800 bis 2020 | Angenrod: Einwohnerzahlen von 1800 bis 2020 | Angenrod: Einwohnerzahlen von 1800 bis 2020 | Angenrod: Einwohnerzahlen von 1800 bis 2020 | Angenrod: Einwohnerzahlen von 1800 bis 2020 |
| --- | ------------------------------------------- | ------------------------------------------- | ------------------------------------------- | ------------------------------------------- |
| Jahr |                                             |                                             |                                             | Einwohner                                   |
| 1800 | 1800                                        |                                             | 347                                         | 347                                         |
| 1829 | 1829                                        |                                             | 509                                         | 509                                         |
| 1834 | 1834                                        |                                             | 554                                         | 554                                         |
| 1840 | 1840                                        |                                             | 546                                         | 546                                         |
| 1846 | 1846                                        |                                             | 609                                         | 609                                         |
| 1852 | 1852                                        |                                             | 616                                         | 616                                         |
| 1858 | 1858                                        |                                             | 569                                         | 569                                         |
| 1864 | 1864                                        |                                             | 573                                         | 573                                         |
| 1871 | 1871                                        |                                             | 589                                         | 589                                         |
| 1875 | 1875                                        |                                             | 561                                         | 561                                         |
| 1885 | 1885                                        |                                             | 568                                         | 568                                         |
| 1895 | 1895                                        |                                             | 570                                         | 570                                         |
| 1905 | 1905                                        |                                             | 573                                         | 573                                         |
| 1910 | 1910                                        |                                             | 546                                         | 546                                         |
| 1925 | 1925                                        |                                             | 517                                         | 517                                         |
| 1939 | 1939                                        |                                             | 528                                         | 528                                         |
| 1946 | 1946                                        |                                             | 838                                         | 838                                         |
| 1950 | 1950                                        |                                             | 802                                         | 802                                         |
| 1956 | 1956                                        |                                             | 689                                         | 689                                         |
| 1961 | 1961                                        |                                             | 628                                         | 628                                         |
| 1967 | 1967                                        |                                             | 622                                         | 622                                         |
| 1970 | 1970                                        |                                             | 616                                         | 616                                         |
| 1980 | 1980                                        |                                             | ?                                           | ?                                           |
| 1990 | 1990                                        |                                             | ?                                           | ?                                           |
| 2000 | 2000                                        |                                             | ?                                           | ?                                           |
| 2006 | 2006                                        |                                             | 581                                         | 581                                         |
| 2011 | 2011                                        |                                             | 525                                         | 525                                         |
| 2015 | 2015                                        |                                             | 502                                         | 502                                         |
| 2020 | 2020                                        |                                             | 503                                         | 503                                         |
| Datenquelle: Historisches Gemeindeverzeichnis für Hessen: Die Bevölkerung der Gemeinden 1834 bis 1967. Wiesbaden: Hessisches Statistisches Landesamt, 1968. Weitere Quellen: LAGIS; Stadt Alsfeld: 2006, 2015:, 2020; Zensus 2011 |                                             |                                             |                                             |                                             |

### Historische Religionszugehörigkeit
| • 1829: | 395 evangelische (= 77,60 %), 114 jüdische (= 22,40 %) Einwohner   |
| • 1961: | 555 evangelische (= 88,38 %), 64 katholische (= 10,19 %) Einwohner |

## Politik
Für Angenrod besteht ein Ortsbezirk (Gebiete der ehemaligen Gemeinde Angenrod) mit Ortsbeirat und Ortsvorsteher nach der Hessischen Gemeindeordnung.
Der Ortsbeirat besteht aus neun Mitgliedern. Bei den Kommunalwahlen in Hessen 2021 betrug die Wahlbeteiligung zum Ortsbeirat 63,29 %. Alle Kandidaten gehörten der Liste „Bürger für Angenrod“ an. Der Ortsbeirat wählte Axel Möller zum Ortsvorsteher.

## Kultur und Sehenswürdigkeiten

### Kulturdenkmäler
Siehe: Liste der Kulturdenkmäler in Angenrod

### Sport
Auf dem Rußbergring werden vom MSC Angenrod betreute Grasbahnrennen ausgetragen.

### Vereine
Das Vereinsleben im Ort prägen folgende Vereine:
- der Gesangverein,
- der Fußballsportverein,
- die Freiwillige Feuerwehr mit ihrer Jugendfeuerwehr,
- der Wanderverein,
- der Posaunenchor,
- der Carnevalsclub,
- die Gymnastikgruppe,
- die Tischtennisgruppe,
- der Motorsportverein,
- die Jugendgruppe und
- Gedenkstätte Speier Angenrod e. V.[31]

## Persönlichkeiten
- Gustav Korell (1871–1935), Landtagsabgeordneter und 1927 bis 1933 Bürgermeister in Angenrod